# The Out-Laws
Unos suegros de armas tomar (título original: The Out-Laws) es una película de comedia de acción estadounidense de 2023 dirigida por Tyler Spindel, escrita por Evan Turner y Ben Zazove, producida por Adam Sandler, Adam DeVine y Allen Covert. Está protagonizada por DeVine, Nina Dobrev, Ellen Barkin y Pierce Brosnan. La trama sigue a un gerente de banco en la semana de su boda cuyo banco es asaltado por delincuentes que sospecha fuertemente que podrían ser sus futuros suegros.
The Out-Laws fue estrenada por Netflix el 7 de julio de 2023.

## Reparto
- Adam DeVine como Owen Browning
- Pierce Brosnan como Billy McDermott
- Ellen Barkin como Lilly McDermott
- Nina Dobrev como Parker McDermott
- Michael Rooker como Roger Oldham
- Poorna Jagannathan como Rehan Zakaryan
- Richard Kind como Neil Browning
- Julie Hagerty como Margie Browning
- Blake Anderson como cousin RJ
- Lauren Lapkus como Phoebe King
- Lil Rel Howery como Tyree
- Dean Winters como Vince Millen
- Laci Mosley como Marisol
- Daniel Andrew Jablons como Gary
- Sunny Sandler como Gracie
- Peggy Walton-Walker como abuela Ruth
- Mo Gallini como Boris
- Jackie Sandler como Kay
- Betsy Sodaro como chef Ida

## Producción
En julio de 2021, Pierce Brosnan participó en la película, junto a Adam Devine, para el director Tyler Spindel. En octubre de 2021, Ellen Barkin, Nina Dobrev, Michael Rooker, Poorna Jagannathan, Julie Hagerty, Richard Kind, Lil Rel Howery y Blake Anderson completaron el resto del elenco. La fotografía principal tuvo lugar en Atlanta, Georgia, de octubre a diciembre de 2021.

## Estreno
The Out-Laws fue estrenada por Netflix el 7 de julio de 2023.